# Adansonia rubrostipa
Adansonia rubrostipa är en malvaväxtart som beskrevs av Jumelle och Perrier. Adansonia rubrostipa ingår i släktet Adansonia och familjen malvaväxter. Inga underarter finns listade i Catalogue of Life.

## Bildgalleri

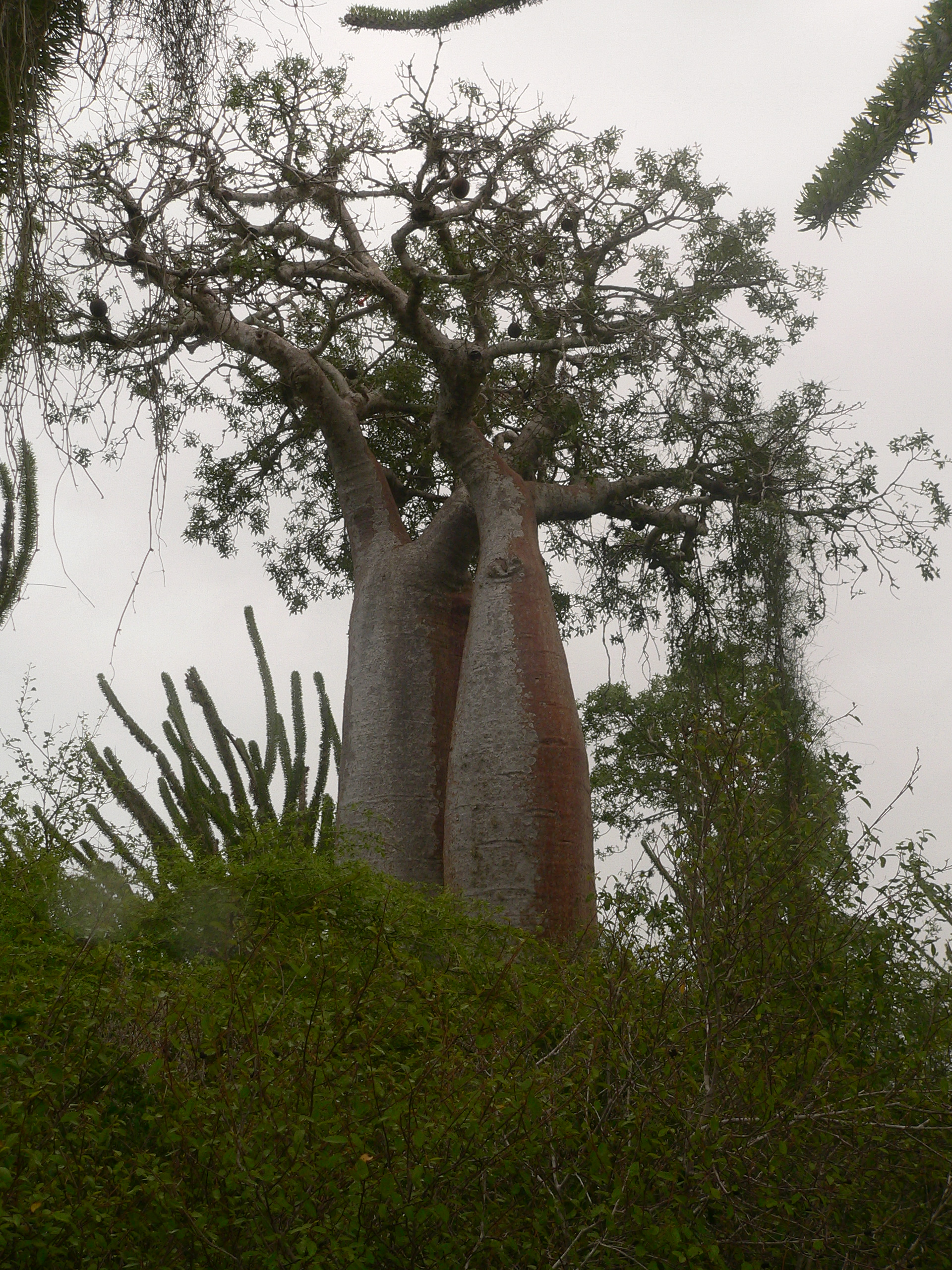
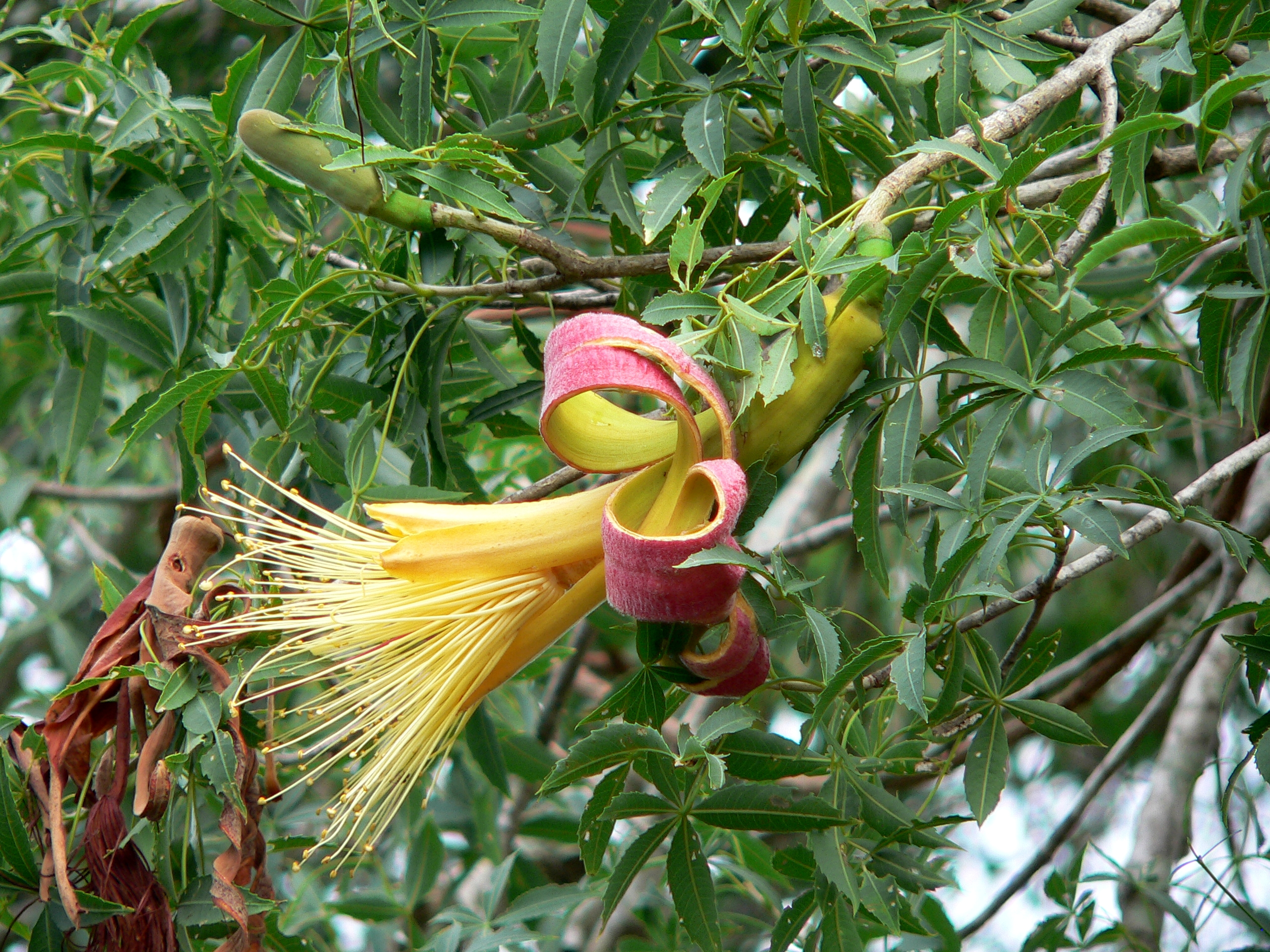
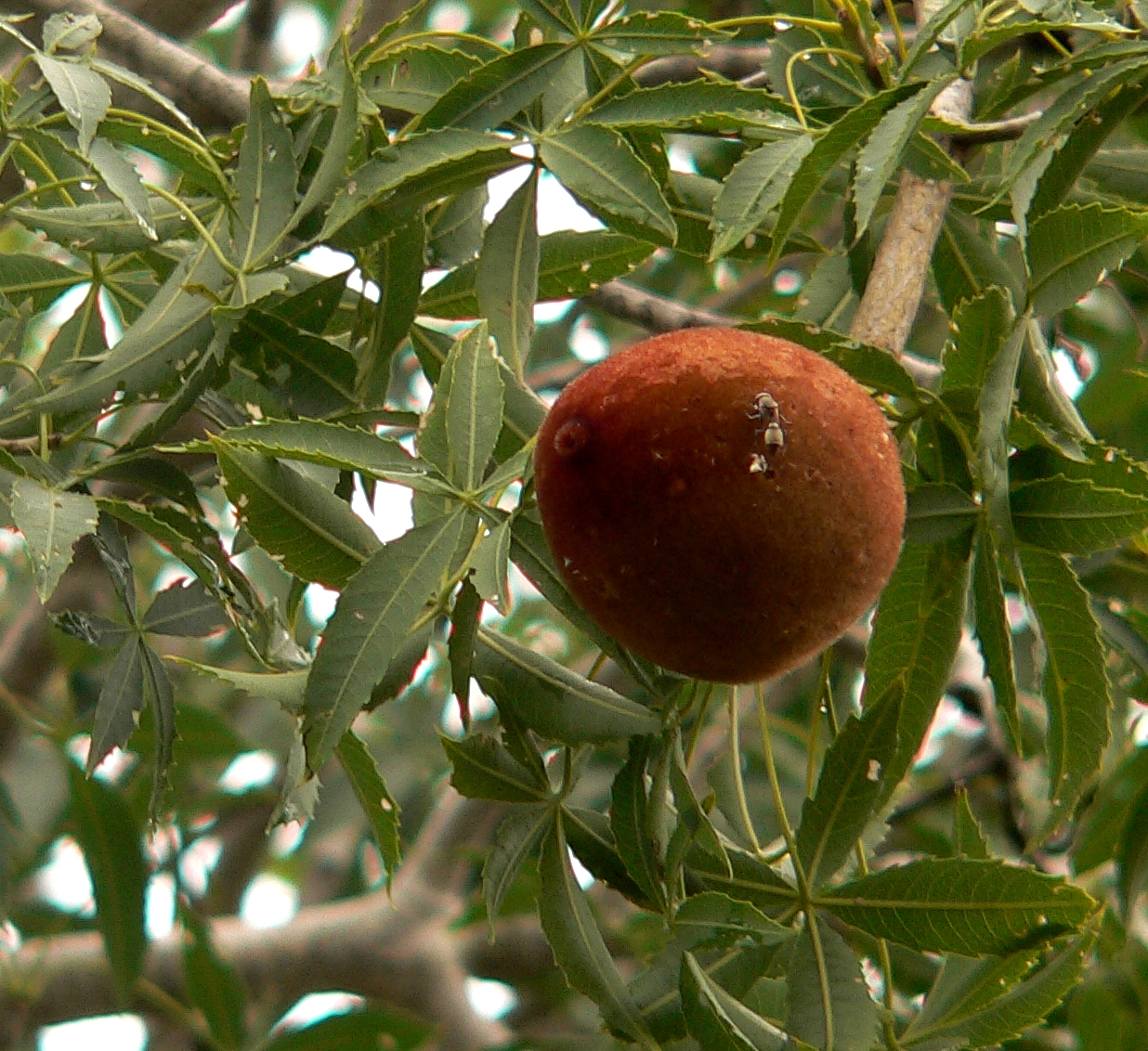
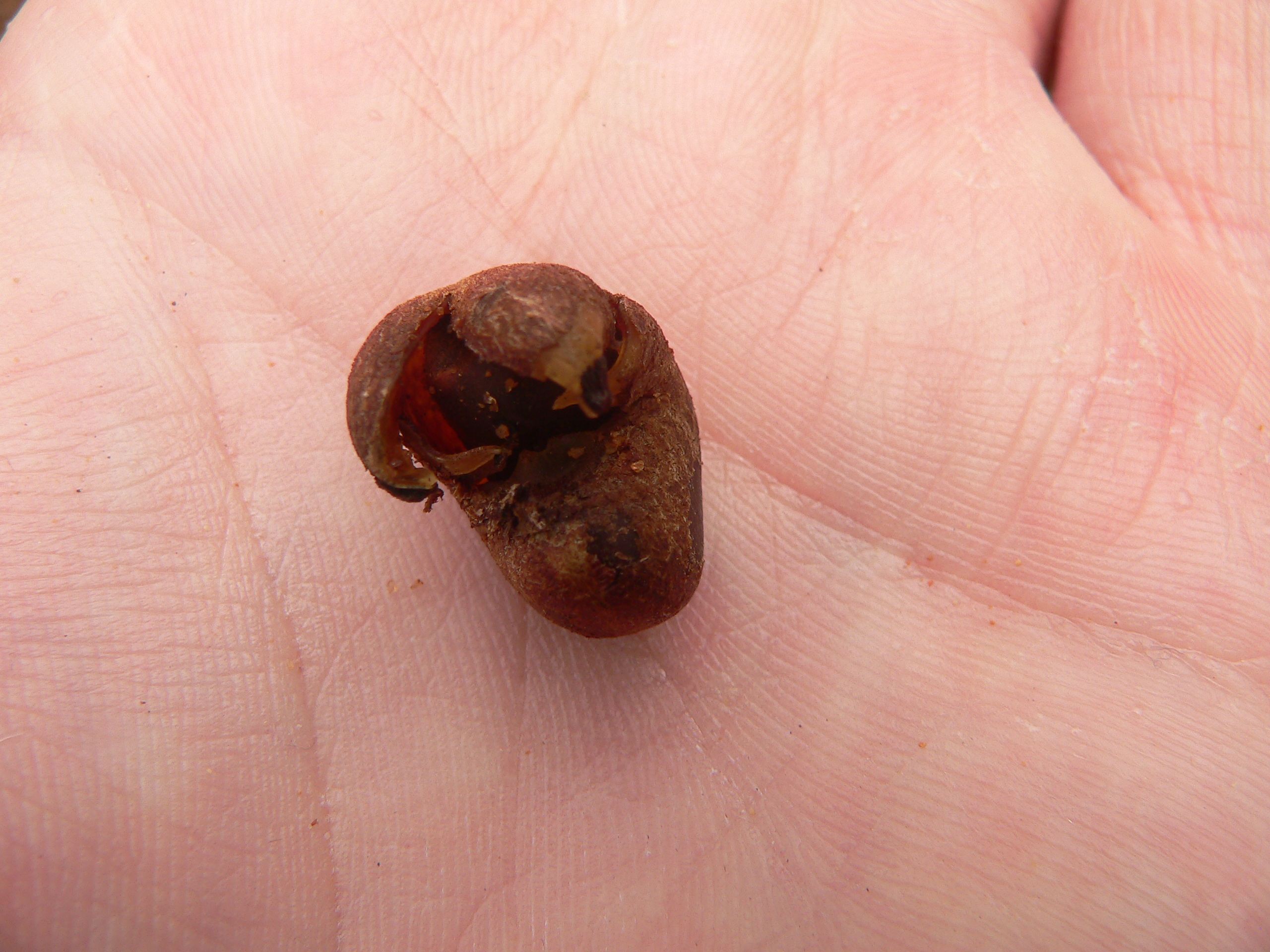